# 海蝕石門

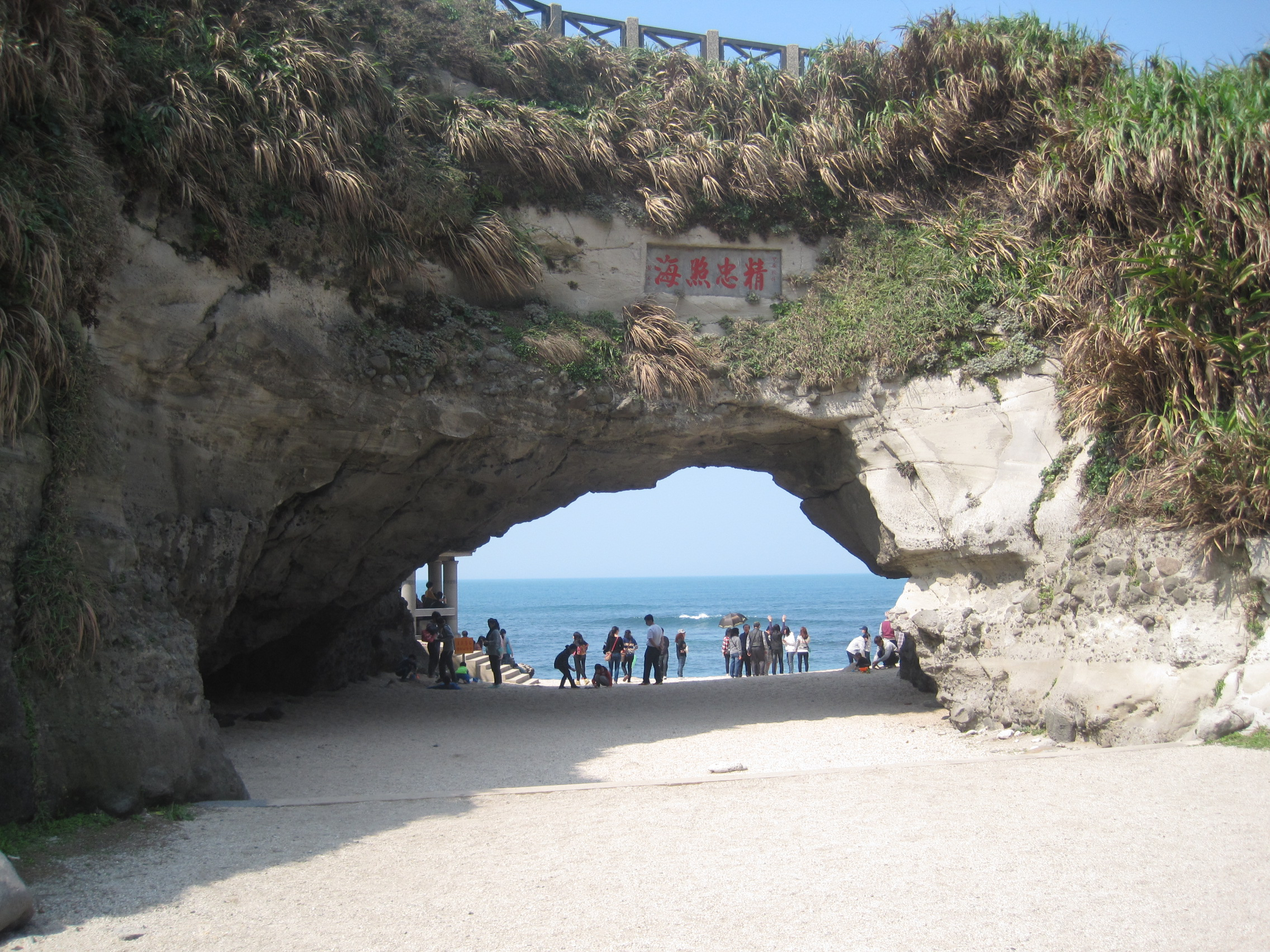
海蝕石門

海蝕石門位在台灣新北市石門區，是由潮汐沖蝕而成的海蝕洞，也是「石門」地名之由來，俗稱「石門洞」。

## 歷史
日治時代，1933年（昭和8年），台灣總督府依「史蹟名勝天然紀念物保存法」指定位在台北州淡水郡石門庄下角字石門的「海蝕石門」為天然紀念物。戰後，未見特別的保護，面海和面公路的洞口上方都被鑲上大理石匾額。

## 脚注
1. ↑  .   [2016-04-10]. （原始内容存档于2021-04-06）.

## 外部連結
- 石門洞與石門漁港 （页面存档备份，存于）[1]

1. ↑  陳敏明. . 臺灣文化部國家文化資料庫.   [2021-06-27]. （原始内容存档于2021-06-30）.